# Білл Тумі
Вільям Ентоні Тумі (англ. William Anthony Toomey; нар. 10 січня 1939) — американський легкоатлет, який спеціалізувався в десятиборстві.

## Із життєпису
Олімпійський чемпіон з десятиборства (1968).
Чемпіон Універсіади з десятиборства (1965).
Чемпіон Панамериканських ігор з десятиборства (1969).
Чемпіон США з десятиборства (1965, 1966, 1967, 1968, 1969). Чемпіон США з легкоатлетичного п'ятиборства (1960, 1961, 1963, 1964).
Переможець олімпійських відбіркових змагань США з десятиборства (1968).
Ексрекордсмен світу з десятиборства — 8417 (1969).

## Визнання
- Нагорода Джеймса Саллівана (найкращому легкоатлету-аматору) (1969)
- Член Зали слави легкої атлетики США (1975)

## Сім'я
- Упродовж 1969—1991 був у шлюбі з британкою Мері Ренд (нар. 1940), олімпійською чемпіонкою зі стрибків у довжину (1964).

## Відео
- Виступ Тумі на Олімпіаді-1968 на YouTube